# 朱載墐
榮恭王朱載墐（？—1595年），是追封懷王朱厚勳嫡第一子，莊王朱祐樞嫡長孫，明朝第二次封第二代榮王。朱載墐於嘉靖十九年（1540年）襲封榮王。他在位四十五年，在萬曆二十三年（1595年）過世，諡號恭，三年後由其子朱翊鉁嗣位。